# هنري بيت
هنري بيت هو فلاح وسياسي أسترالي، ولد في 19 أبريل 1881، وتوفي في 4 يناير 1967. انتخب عضو الجمعية التشريعية لنيو ساوث ويلز ‏.